# Żoliborz Oficerski

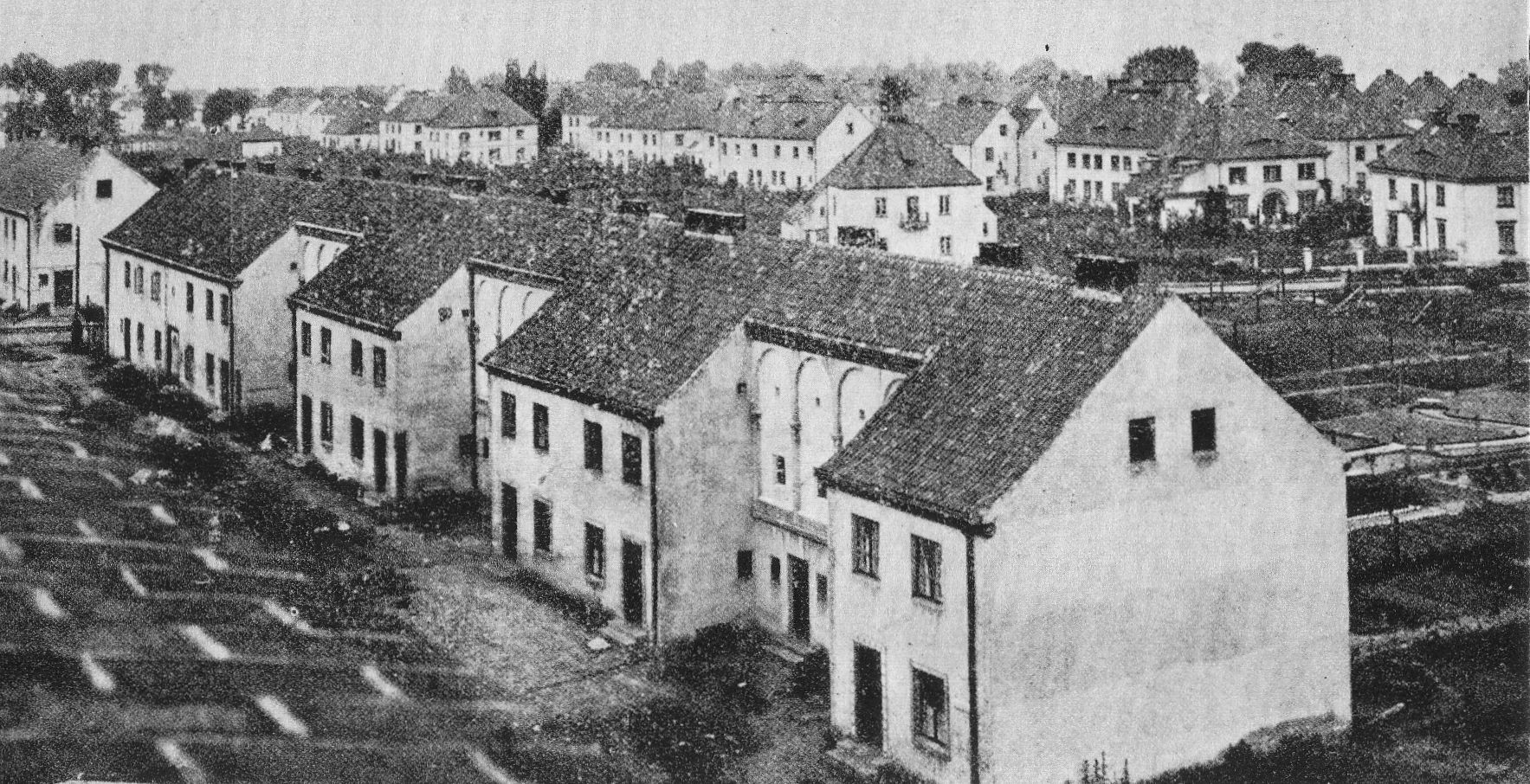
Zabudowa osiedla przed 1939 rokiem

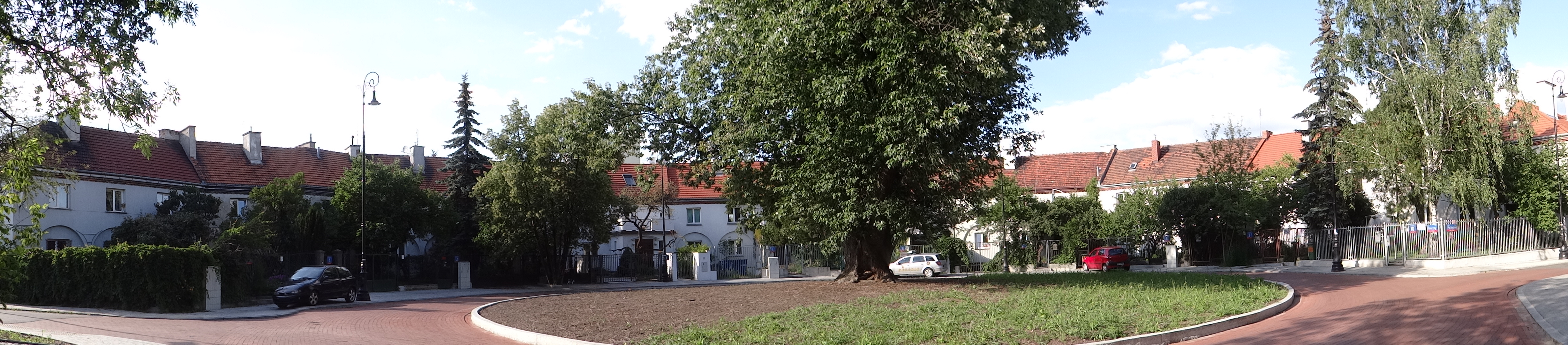
Plac Słoneczny

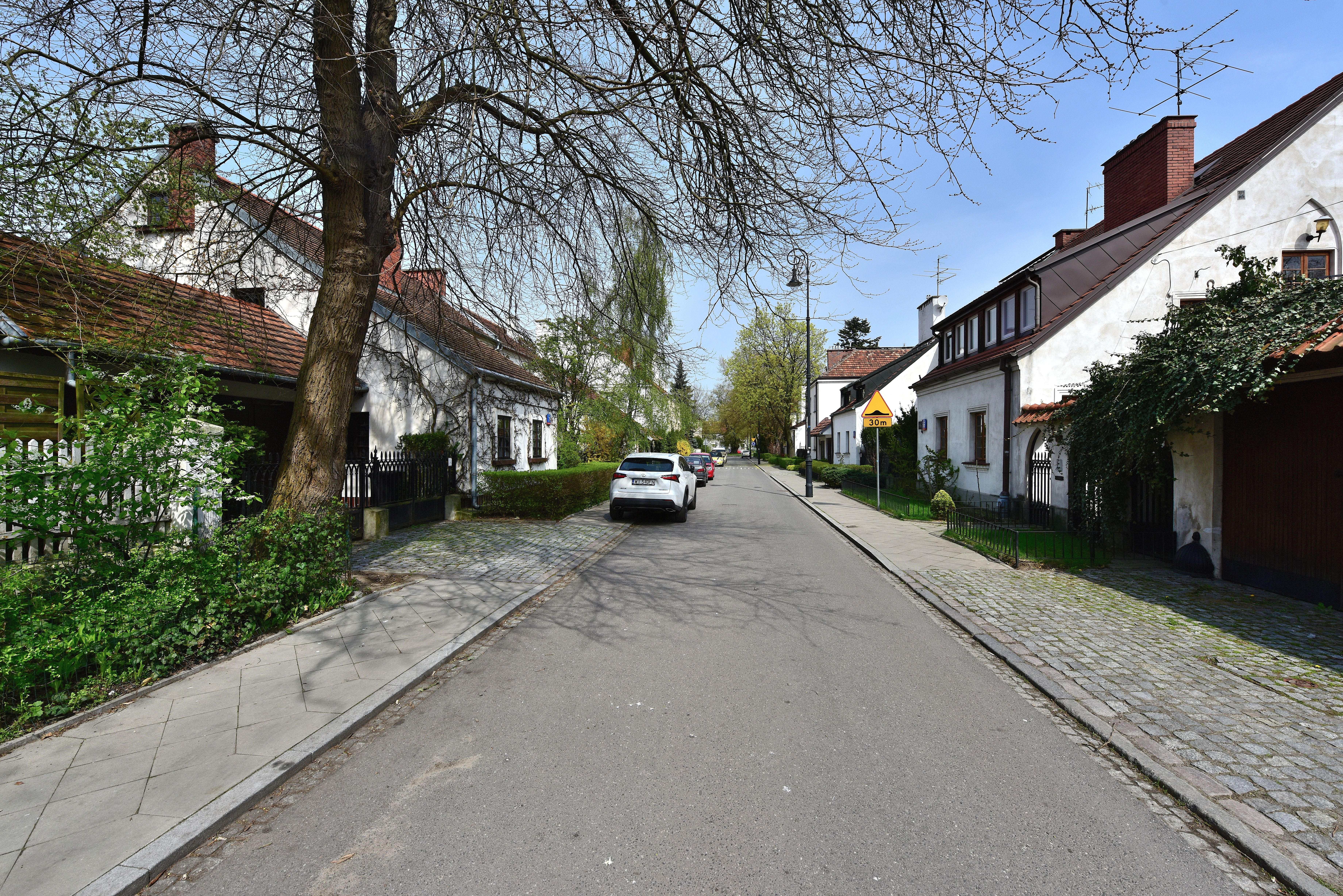
Ulica Śmiała, jedna z głównych ulic Żoliborza Oficerskiego

Żoliborz Oficerski – osiedle warszawskiej dzielnicy Żoliborz znajdujące się w granicach obszaru MSI Stary Żoliborz.
Jest zlokalizowane w rejonie ulic: Śmiałej, Czarnieckiego, Fortecznej, Hauke-Bosaka, Kaniowskiej i placu Słonecznego.

## Opis
Zajmuje tereny przekazane w 1922 przez rząd Mieszkaniowemu Stowarzyszeniu Spółdzielczemu Oficerów w Warszawie. W tym samym roku zaczęto wznosić tam pierwsze budynki. Projektowali je m.in. Kazimierz Tołłoczko, Tadeusz Tołwiński, Romuald Gutt i Rudolf Świerczyński. Zostało wybudowane w tzw. stylu dworkowym. Nawiązywało do XVIII-wiecznych dworków szlacheckich. Wznoszono tam domki i wille kryte czterospadowymi dachami krytymi dachówką, z barokowymi attykami i ganki z kolumienkami.
Na osiedlu zamieszkało ponad 30 generałów i wielu pułkowników (m.in. Władysław Anders, Władysław Bortnowski, Józef Haller, Marian Kukiel, Stefan Rowecki, Stanisław Sosabowski i Lucjan Żeligowski).
W okresie okupacji niemieckiej, w latach 1940–1944, w piwnicy domu przy ul. Fortecznej 4 działała tajna radiostacja „Łódź Podwodna”. Nie została odkryta przez Niemców.
Na przełomie lat 70. i 80. na osiedlu wytyczono trzy nowe ulice: Munka, Jakiela, Szaniawskiego i Ejsmonda.

## Inne informacje
Żoliborz Oficerski zainspirował architekta Sylwestra Pajzderskiego, który wzorując się na nim zaprojektował Osiedle Warszawskie w Poznaniu.